# Роджер де Бретёй, 2-й граф Херефорд
Роджер де Бретёй (англ. Roger de Breteuil) или Роберт Фиц-Уильям (англ. Roger fitz William; умер после 1087) — англо-нормандский аристократ, 2-й граф Херефорд в 1071—1075 годах, сын Уильяма Фиц-Осберна, 1-го графа Херефорд. Унаследовал владения и титул отца в Англии, но в 1075 году принял участие в мятеже трёх графов, после подавления которого попал в заключение, а его владения и титул были конфискованы.

## Биография

### Происхождение
Роджер происходил из нормандского рода, находившегося в родстве с правящей нормандской династией. Его основателем был Осберн, племянник Гунноры, жены герцога Нормандии Ричарда I. Его сын Уильям Фиц-Осберн был близким другом Вильгельма I Завоевателя. Он владел обширными поместьями на юго-востоке Нормандии; их центром был Бретёй. Он был графом дворца и занимал видное место в делах герцогства. В 1066 году Уильям принимал участие в нормандском завоевании Англии и битве при Гастингсе, после чего был правой рукой ставшего королём Вильгельма и получил обширные владения в Англии с титулом графа. Под его управлением были остров Уайт, поместья в Херефордшире, Глостершире, Оксфордшире, Дорсете, Уилтшире, Беркшире и Вустершире. Он был женат на Адеоизе де Тосни, от этого брака родилось несколько сыновей, в том числе и Роджер.

### Граф Херефорд
Роджер был вторым сыном Уильяма Фиц-Осберна. После смерти своего отца в 1071 году король Вильгельм I передал Роджеру отцовские земельные владения в Англии и титул графа Херефорда, в то время как старший брат Гильом нормандские владения (Бретеё и Паси).
Хотя Уильям и получил владения отца, но его титул был ограничен Херефордширом. Хотя ему удалось расширить владения за счёт завоеваний в Южном Уэльсе, но его раздражали ограничения, а также вмешательство королевских шерифов.
Роджер вошёл в английскую историю, прежде всего, как один из организаторов мятежа трёх графов 1075 года, который считается последней попыткой организованного сопротивления нормандскому завоеванию Англии. Мотивы, почему граф Херефорд присоединился к восстанию Вальтеофа и Ральфа II, до конца не ясны. Известно, что непосредственно перед мятежом во владениях Роджера прошла сессия суда королевских шерифов, и, возможно, граф почувствовал угрозу со стороны государственной власти умаления его феодальных прав и судебных привилегий. Главным инициатором восстания, вероятно, был Ральф, граф Восточной Англии, женившийся на сестре Роджера.
Когда в 1075 году мятежники выступили против короля, Вильгельм I Завоеватель находился в Нормандии. Однако Роджер не смог воспользоваться благоприятной возможностью: продвижение его армии было остановлено вустерширским фирдом, во главе которого стояли епископ Вустера Вульфстан, аббат Ившема Этельвиг, шериф Вустершира Урс д’Абето и Уолтер де Ласи, не дав перебраться графу через Северн и объединиться с другими восставшими. Одной из причин, по которой магнаты объединились против мятежника (кроме очевидной — желания подавить восстание), стали их территориальные интересы, поскольку граф Херефорд был самым крупным магнатом в этом регионе. Вскоре в страну вернулся король Вильгельм и восстание было подавлено. Роджер и Вальтеоф был схвачены, а Ральфу де Гаэлю удалось бежать в Бретань. Епископ Ланфранк, который ранее пытался отговорить Роджера от участия в мятеже, выступал в его защиту, пытался вымолить для него прощение, но безрезультатно. В Рождество 1175 года король конфисковал все владения и титул Роджера, а сам он был приговорён к пожизненному заключению. Ещё один мятежник, Вальтеоф, был казнён.
Ликвидация графства Херефорд сильно ослабила оборону южной части англо-валлийской границы и не позволила Вильгельму Завоевателю довершить построение системы марок на рубежах Уэльса.
Когда в 1087 году Вильгельм Завоеватель умирал, он предложил освободить любого заключённого, который пообещал бы сохранить мир, но Роджер так и не получил свободу. Год его смерти неизвестен. Его сыновья, Рено и Роджер, находились на службе у Генриха I Боклерка, но отцовские владения им так и не были возвращены.

### Семья
Имя жены Роджера неизвестно. Дети:
- Рено (умер после 1130)[8].
- Роджер (умер после 1125/1126)[8].